# Кювет (департамент)
Кюве́т (фр. Cuvette) — департамент в Республике Конго. Граничит с департаментами Санга, Западный Кювет, Плато и Ликуала и с Габоном и Демократической Республикой Конго. Площадь — 48 250 км². Население на 2010 год — 152 433 человека. Плотность — 3,16 человек/км². Естественный прирост — -6,95 %. Административный центр — город Овандо.

## Население
Динамика изменения численности населения:
| Год  | Население |
| ---- | --------- |
| 1984 | 94 699    |
| 1996 | 112 946   |
| 2006 | 138 846   |
| 2010 | 152 433   |

## Административное деление
Кювет подразделяется на 9 округов:
- Бунджи (16 015 человек).
- Луколела (21 442 человек).
- Макуа (21 910 человек).
- Моссака (25 636 человек).
- Нгоко (2866 человек).
- Нтоку (4075 человек).
- Овандо (40 174 человека).
- Ойо (17 948 человек).
- Чикапика (5978 человек).